# Formule di riduzione LSZ
Le formule di riduzione LSZ sono un metodo utilizzato in teoria quantistica dei campi per scrivere la matrice di scattering, utilizzata ad esempio nel calcolo della probabilità di interazione tra particelle, in termini delle funzioni di correlazione ordinate temporalmente, note anche come propagatori, che matematicamente sono funzioni di Green e quindi spesso sono indicate anche in tale modo. 
Prendono il nome dai tre fisici tedeschi che introdussero questo metodo: Harry Lehmann, Kurt Symanzik e Wolfhart Zimmermann.

## Esempio
Si consideri ad esempio il caso di un campo scalare {\displaystyle \phi } di massa m, la cui azione sia:
{\displaystyle {\mathcal {S}}[\phi ]=\int {\text{d}}^{4}x{\frac {1}{2}}\left(\partial _{\mu }\phi \partial ^{\mu }\phi -m^{2}\phi ^{2}\right)-V(\phi )}
dove {\displaystyle V(\phi )} può essere, ad esempio, un termine di interazione {\displaystyle \lambda \phi ^{4}}, che al momento non è necessario specificare. Le funzioni di Green a n punti della teoria sono definite come i valori di aspettazione del vuoto del prodotto temporalmente ordinato di n campi (particelle):
{\displaystyle G^{(n)}(x_{1},x_{2},\dots ,x_{n})\equiv \langle 0|T\left(\phi (x_{1})\phi (x_{2})\dots \phi (x_{n})\right)|0\rangle ={\frac {\int {\mathcal {D}}\phi \,\phi (x_{1})\phi (x_{2})\dots \phi (x_{n})\,e^{i{\mathcal {S}}}}{\int {\mathcal {D}}\phi \,e^{i{\mathcal {S}}}}}\,.}
Esse sono calcolabili perturbativamente attraverso il teorema di Wick. Si dimostra che le trasformate di Fourier delle funzioni di Green hanno dei poli in corrispondenza delle masse fisiche delle particelle, ovvero quando {\displaystyle p_{i}^{2}=m^{2}}. A questi poli corrispondono proprio gli stati asintotici (agli istanti nell'infinito passato e futuro) delle teoria: infatti questi stati sono creati e distrutti dai campi "in" (infinito passato) ed "out" (infinito futuro), che soddisfano l'equazione di Klein-Gordon:
{\displaystyle (\Box _{x}+m^{2})\phi _{in}(x)=(\Box _{x}+m^{2})\phi _{out}(x)=0}
che differisce dalle corrette equazioni del moto per l'assenza del potenziale di interazione. Di conseguenza, in modo intuitivo, è necessario estrarre il contributo polare delle funzioni di Green per ottenere le funzioni di Green costruite con i campi asintotici, che generano proprio gli elementi di matrice S desiderati. Se nello stato iniziale i sono presenti m particelle di impulsi q1,...,qm e nello stato finale f sono presenti n particelle di impulsi p1,...,pn, la formula di riduzione che descrive il procedimento è data da:
{\displaystyle {\begin{aligned}S_{\rm {fi}}=\langle p_{1},\ldots ,p_{n}\ \mathrm {out} |q_{1},\ldots ,q_{m}\ \mathrm {in} \rangle &=\int \prod _{i=1}^{m}\left\{\mathrm {d} ^{4}x_{i}\ i{\frac {e^{-iq_{i}\cdot x_{i}}}{(2\pi )^{3/2}Z^{1/2}}}\left(\Box _{x_{i}}+m^{2}\right)\right\}\\&{}\qquad \times \prod _{j=1}^{n}\left\{\mathrm {d} ^{4}y_{j}\ i{\frac {e^{+ip_{j}\cdot y_{j}}}{(2\pi )^{3/2}Z^{1/2}}}\left(\Box _{y_{j}}+m^{2}\right)\right\}G^{(n+m)}(x_{1},\dots ,x_{m},y_{1},\dots ,y_{n})\end{aligned}}}
Il processo di estrazione del polo è più evidente se la formula è scritta in termini della trasformata di Fourier della funzione di Green. A parte la moltiplicazione per alcune costanti (tra cui le costanti di rinormalizzazione dei campi Z) la formula mostra che basta moltiplicare la funzione di Green per dei fattori {\displaystyle p^{2}-m^{2}}, che eliminano i poli, e poi mandare on-shell gli impulsi, ovvero eseguire il limite {\displaystyle p^{2}\to m^{2}} corrispondente alle particelle fisiche:
{\displaystyle {\begin{aligned}S_{\rm {fi}}=\langle p_{1},\ldots ,p_{n}\ \mathrm {out} |q_{1},\ldots ,q_{m}\ \mathrm {in} \rangle &=\prod _{i=1}^{m}\left\{{\frac {-i}{(2\pi )^{3/2}Z^{1/2}}}\left(p_{i}^{2}-m^{2}\right)\right\}\\&{}\qquad \times \prod _{j=1}^{n}\left\{{\frac {-i}{(2\pi )^{3/2}Z^{1/2}}}\left(q_{i}^{2}-m^{2}\right)\right\}{\tilde {G}}^{(n+m)}(p_{1},\ldots ,p_{n};-q_{1},\ldots ,-q_{m})\end{aligned}}}